# 무악동
무악동(毋岳洞)은 서울특별시 종로구의 법정동이자 행정동이다. 서대문구 현저동과 통일로를 건너 접하는 동이다.

## 지명
무악동은 1975년 서대문구 현저동의 일부가 종로구로 편입되면서 옛날 중국사신들이 오르내리던 무악현저(毋岳峴底)에 있다하여 붙여진 동명이다. 무악동은 무악현 아래에 있는 마을이므로 그 뜻을 따라 현저동으로 되었다가, 다시 무악현의 이름을 따서 무악동으로 되었는데, 이 무악현은 시대에 따라 여러 가지 이름으로 부른다.
조선 말까지는 중국사신의 유숙소인 모화관이 영천동에 있었으므로 모화관의 앞 곧 인왕산 쪽의 동쪽 지점을 ‘관전동’이라 했고 그 반대쪽은 ‘관후동’이라 하였다. 홍제원으로 넘어가는 고개를 ‘모화현’이라 했는데 지명으로 변하여 통칭하게 되었다. 홍제원 북쪽에는 홍제천이 흐르고 있는데 이 홍제천은 ‘사천’이라고 불렀다. 때문에 사천으로 향하는 고개라는 뜻에서 ‘사’현이라고도 불렀다. 인왕산 기슭 일대의 지질이 마사토로 바람이 불면 모래가 잘 날렸으므로 모랫바람 부는 고개라는 뜻의 사현이라는 설도 있다. 이 고개의 왼편 산봉우리가 멀리서 보면 흡사 말안장 같기 때문에 ‘안현’ 혹은 ‘길마재’라고 불렀다. 고개의 양편에는 밤나무가 많았고 숲이 울창하였으므로 호랑이가 자주 출몰한 험악한 길이었다. 따라서 고개를 넘기 위해서는 사람들이 모여 한무리씩 떼를 지어 넘어 갔고, 이 때문에 ‘모아재’라 했던 것이 ‘모악현’이 되었다고 한다. 이것이 변하여 ‘무악현’(毋岳峴)이 되었다.
한편 조선을 개창한 태조 이성계가 도읍터를 물색하기 위해 사람을 보내어 남경 일대를 조사할 때 하륜이 무악 남쪽을 적극 찬성하였지만, 일부에서는 명당이 너무 좁다고 반대하므로 1394년 태조 3년에 왕이 직접 무학대사를 데리고 와서 조사를 하였다. 이 때 무학대사가 무악재 고개 마루턱에 올라 도성쪽을 한동안 살폈으므로 ‘무학현’(無學峴)이라고 하였다. 1769년 영조 45년에 영조는 부왕인 숙종의 명릉 역사를 시작하고, 몸소 이 고개에 올라서서 명릉 쪽을 바라보며 이 고개를 ‘추모현’이라 명명하였다. 어쨌거나 고개 하나에 여러개의 이름이 붙어있는 무악재는 매우 험한 고개였으므로 온갖 짐승들이 서식했었고 이에 따른 호환도 자주 있었다. 나라에서는 북쪽으로 가기 위해서 반드시 거쳐야 하는 무악재를 낮추는 공사를 여러차례 한 끝에 수척이 깎여지게 되었다. 영천까지 전차가 가설되면서 무악재를 또다시 확장, 낮추는 공사를 하였으며 1960년대의 공사로 거의 지금과 같은 위치로 낮아지게 되었다. 현재의 무악동은 의주로를 경계로 하여 서쪽의 서대문구 현저동과 마주보고 있으며 남쪽은 행촌동, 동쪽은 누상동, 사직동과 접하고 있으며 북쪽은 서대문구 홍제동과 누상동이 산 3번지를 정점으로 하여 각각 경계를 달리하고 있다.

## 특징
무악동은 2020년 인구주택총조사 기준으로 서울특별시 종로구 내에서 공동주택비율이 가장 높은 동이다. 종로구 전체의 공동주택비율은 71.46%이나, 무악동의 공동주택비율은 98.02%다.

## 관청
무악동을 관할하는 동정부는 본래 무악연립주택 옹벽 아래의 고지대에 위치하고 있어 접근이 어려웠으나, 무악연립주택을 인왕산아이파크로 재건축하는 과정에서 재건축 조합과 청사부지를 교환하여 현재의 위치로 옮기게 되었다. 현재의 청사는 재건축이 진행 중이던 2007년 7월 13일에 개청한 것이다.

## 교통
- ● 수도권 전철 3호선 독립문역

## 같이 보기
- 대한민국의 행정 구역